# Base navale sud (Ukraine)
La Base navale sud est un port militaire en Ukraine ouvert sur la mer Noire. Elle se trouve dans la municipalité de Novoozerne sur le lac Donouzlav, elle est utilisée par la flotte de la mer Noire. La base reprend, en partie, les installations soviétiques qui comprenaient une base aérienne et une base sous-marine. 
En 2014, la base de Novoozerne est devenue russe, la base navale sud devient alors la base navale "Namiv" (VMB "Namiv", ville militaire n° 111) et fait partie des forces navales d'Ukraine, elle est alors située à Otchakiv.

## Unités stationnées
À partir de 2018 : 
- 21e compagnie d'ingénierie radio, numéro d'unité militaire A1980 ;
- unité de sécurité de la Région militaire Sud ;
- 29e division de navires de surface, numéro d'unité militaire A0898 ;
- 31e division de navires de soutien, numéro d'unité militaire A1228 .

## Commandants
- 1996 à 2001 : Borys Rkouts.
- 2001 à 2003 : Ihor Kniaz.
- 2003 à 2004 : Viktor Nosenko.
- 2004 à 2014 : Volodymyr Dohonv.
- 2014 à 2018 : Oleksiy Kovalenko par intérim.

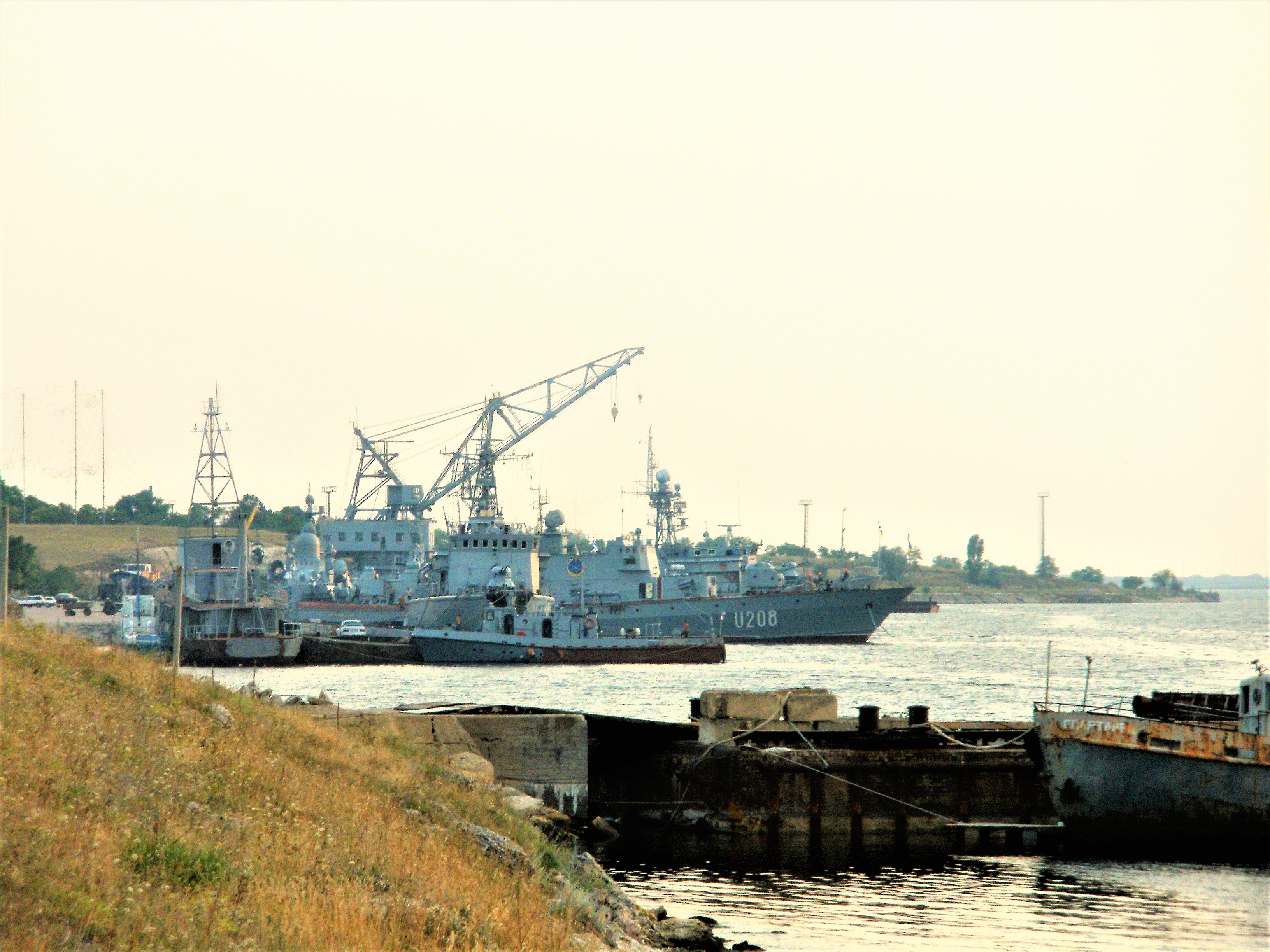
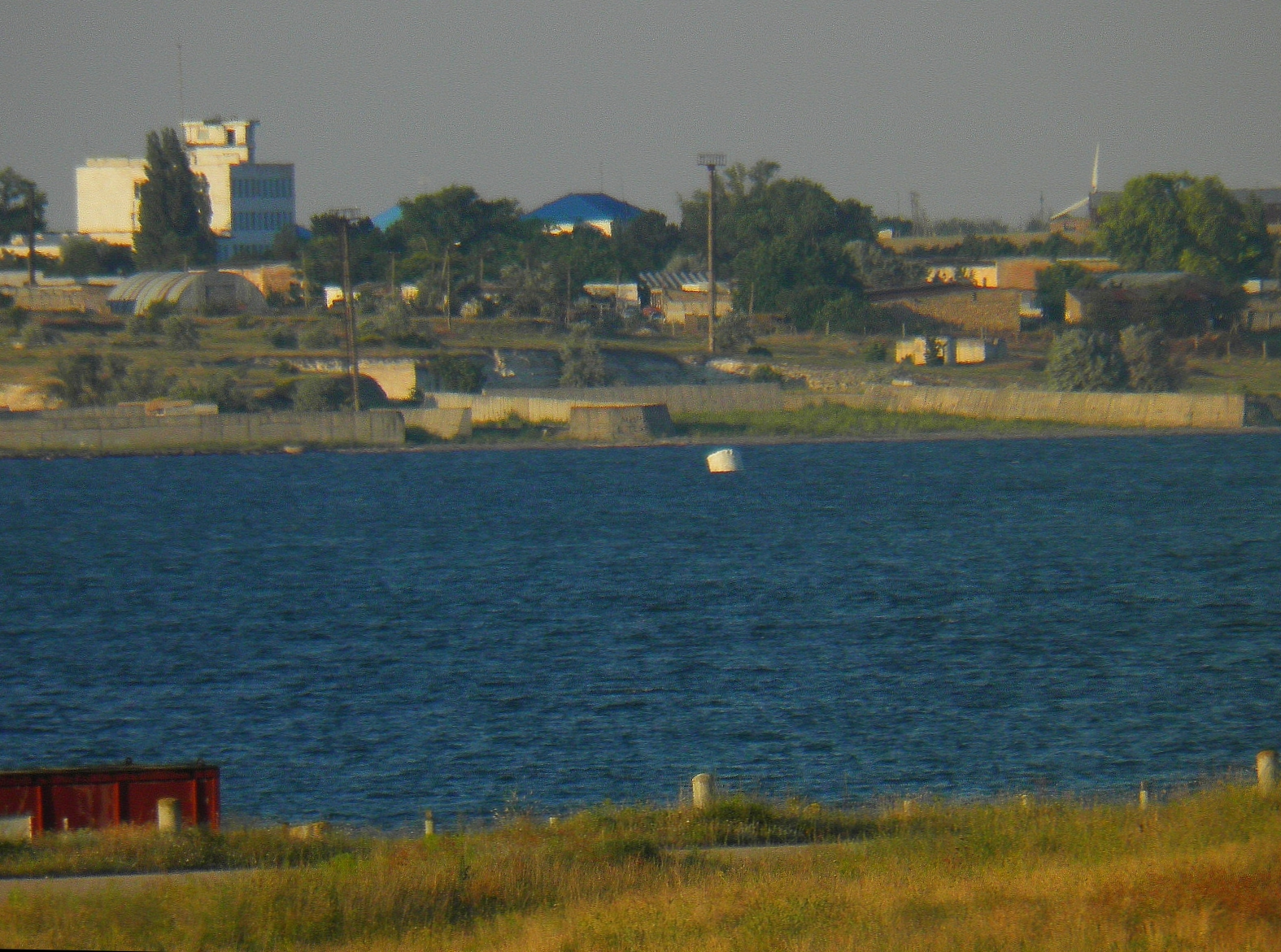

- depuis 2018 : Oleksiy Zayats.